# Ayssènes
Ayssènes är en kommun i departementet Aveyron i regionen Occitanien i södra Frankrike. Kommunen ligger  i kantonen Saint-Rome-de-Tarn som ligger i arrondissementet Millau. År 2022 hade Ayssènes 221 invånare.

## Befolkningsutveckling
Antalet invånare i kommunen Ayssènes
Referens: INSEE